# Прапор Хотинського району
Прапор Хотинського району — один з символів Хотинського району Чернівецької області. Затверджений 5 травня 2003 року.

## Опис
Прапор являє собою прямокутне полотнище із співвідношенням ширини до довжини у пропорції 2:3. Прапор розділено вздовж на три смуги синього (3/4 ширини), жовтого (1/12 ширини) та зеленого (1/6 ширини) кольорів.
З середини синьої смуги виходить стилізоване зображення білої горіхової гілки з п'ятьма листочками; у верхньому від древка куті знаходиться восьмипроменева біла зірка, розмах променів якої дорівнює 1/8 ширини стяга.
Прапор району двосторонній.